# Gmina związkowa Konz
Gmina związkowa Konz (niem. Verbandsgemeinde Konz) – gmina związkowa w Niemczech, w kraju związkowym Nadrenia-Palatynat, w powiecie Trier-Saarburg. Siedziba gminy związkowej znajduje się w mieście Konz.

## Podział administracyjny
Gmina związkowa zrzesza dwanaście gmin, w tym jedną gminę miejską (Stadt) oraz jedenaście gmin wiejskich:
1. Kanzem
2. Konz
3. Nittel
4. Oberbillig
5. Onsdorf
6. Pellingen
7. Tawern
8. Temmels
9. Wasserliesch
10. Wawern
11. Wellen
12. Wiltingen